# Witków (województwo lubuskie)
Witków (niem. Wittgendorf) – wieś w Polsce położona w województwie lubuskim, w powiecie żagańskim, w gminie Szprotawa, nad rzeczką Brzeźniczanką.
W latach 1975–1998 miejscowość należała administracyjnie do województwa zielonogórskiego.

## Historia
Wieś założona ok. 1220. W latach 60. i 70. XIX wieku oraz w 1938 odkryto tu groby z VI-IV w. p.n.e. Późniejsze badania dostarczyły wielu średniowiecznych zabytków m.in. znaleziono małe gotyckie rzeźby ceramiczne.

## Demografia
Liczba mieszkańców miejscowości w poszczególnych latach:
| Rok  | Ilość mieszkańców |
| ---- | ----------------- |
| 1998 | 610               |
| 2002 | 469               |
| 2009 | 505               |
| 2011 | 511               |
| 2021 | 457               |

## Zabytki
Do wojewódzkiego rejestru zabytków wpisane są:
- kościół filialny pod wezwaniem MB Rokitniańskiej i św. Michała Archanioła, gotycki z XIII wieku, w połowie XIV wieku, w XV-XVI wieku
- brama cmentarna
- zespół zamkowy, z XV-XVI wieku:
  - zamek, wieża rycerska - mieszkalna, gotycka z XIV wieku
  - oficyna
  - fortyfikacje ziemne
  - bastion i resztki murów obronnych.

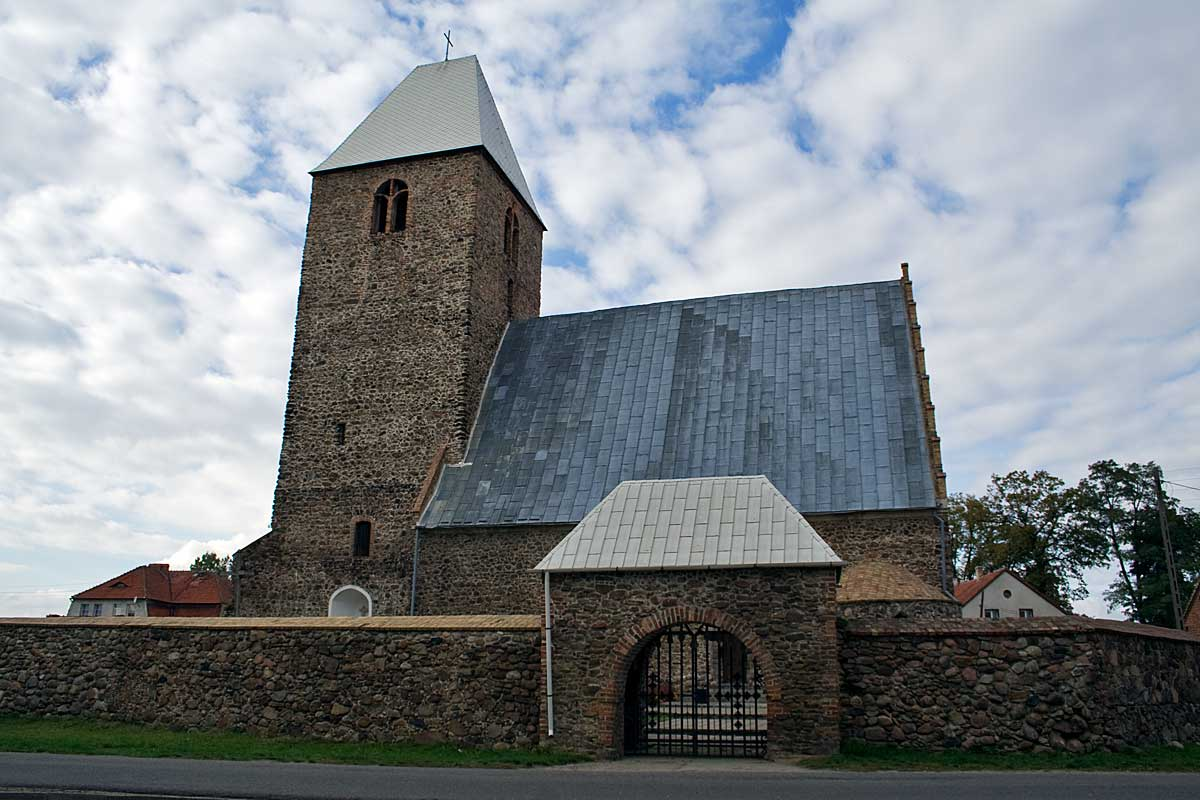
Kościół pw. MB Rokitniańskiej
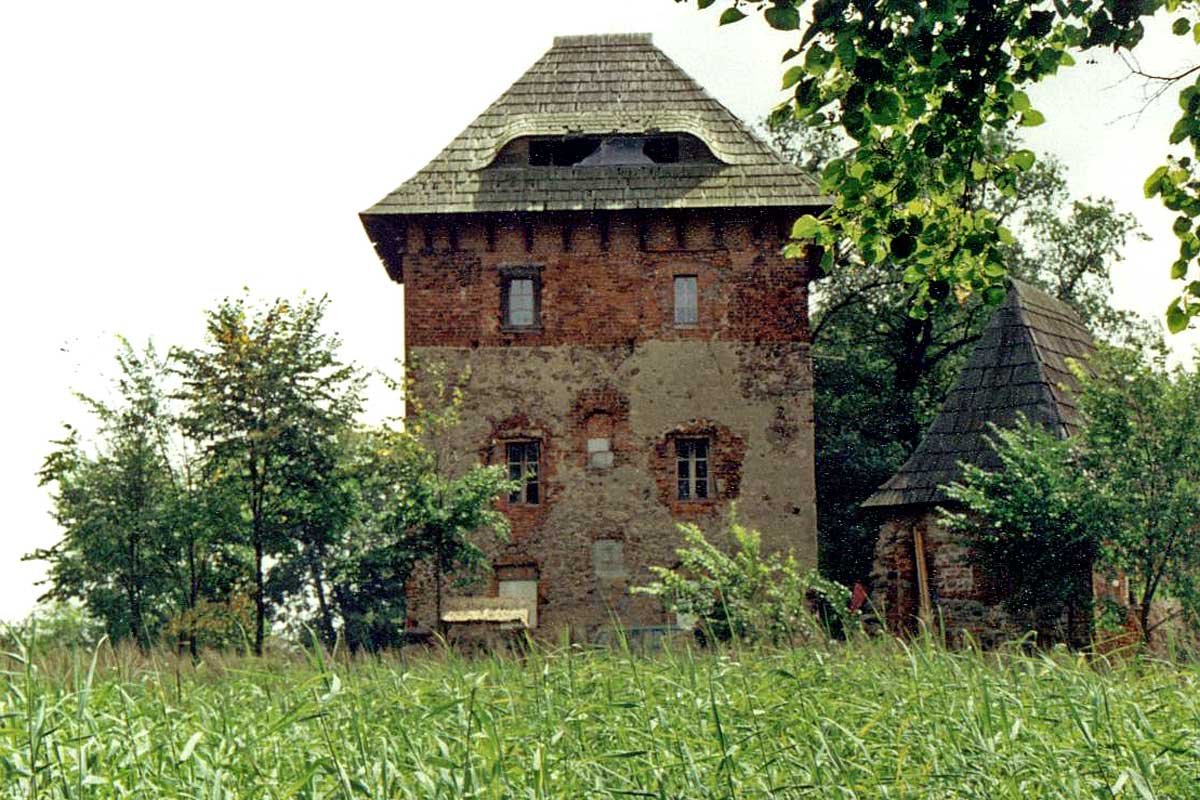
Wieża rycerska